# Administrateur de l'État
 (juillet 2025).
En France, l’administrateur de l'État (AE) est un haut fonctionnaire appartenant à un corps d'encadrement supérieur de la fonction publique de l’État, à vocation interministérielle, rattaché au Premier ministre. Ce corps est constitué de fonctionnaires exerçant des missions de conception, de mise en œuvre et d'évaluation des politiques publiques. Ils sont chargés de fonctions supérieures de direction, d'encadrement, d'expertise et de contrôle. Ils exercent ces missions dans l'ensemble des services de l’État et de ses établissements publics.
Créé le 1er janvier 2022 dans le cadre d’une importante réforme de l’encadrement supérieur de l’État, ce corps est issu de la fusion du corps des administrateurs civils et du corps des conseillers économiques. Il a vocation à constituer le corps principal de débouché des fonctionnaires recrutés à l'issue de leur scolarité à l'Institut national du service public.

## Historique
Créé en parallèle de la réforme de l'ENA en 2021, ce corps est amené à accueillir l'ensemble des fonctionnaires formés par le nouvel établissement de la haute fonction publique.
Le 8 avril 2021, le chef de l'État réunit les plus hauts fonctionnaires français pour leur annoncer une réforme de grande ampleur de la haute fonction publique. Parmi les mesures figure la suppression de l’École nationale d'administration et la création d'un Institut national du service public prenant en charge l'ensemble des élèves administrateurs et qui intégrera un tronc commun à 13 écoles de service public,.
Alors qu'à la sortie de l'ENA, les fonctionnaires — communément appelés « énarques » — devenaient administrateurs civils, magistrats administratifs et financiers ou, pour les meilleurs du classement de sortie, membres des grands corps, la réforme de l'ENA a visé à unifier les corps (sauf ceux de magistrats, pour préserver leur indépendance). Ainsi l'inspection générale des finances (IGF), l'inspection générale des affaires sociales (IGAS) et l'inspection générale de l’administration (IGA), en tant que corps, sont mis en extinction. Il en est de même du corps préfectoral et du corps diplomatique. Le corps des administrateurs de l'État devient ainsi le corps de sortie très majoritaire des élèves de l'Institut national du service public.

## Corps intégrés à celui des administrateurs de l'État

### Corps fusionnés
À compter du 1er janvier 2022, le corps des administrateurs civils et celui des conseillers économiques fusionnent et sont intégrés au nouveau corps des administrateurs de l'État.
Les décrets régissant ces corps sont abrogés, ces derniers étant intégrés aux administrateurs de l'État.

### Corps mis en extinction
À compter du 1er janvier 2023, sont mis en extinction les corps :
- des sous-préfets[9] ;
- des préfets[10] ;
- des conseillers des affaires étrangères et des ministres plénipotentiaires[11] ;
- de l'inspection générale des finances[12] ;
- de l'inspection générale de l'administration au ministère de l'intérieur[13] ;
- de l'inspection générale de l'agriculture[14] ;
- de l'inspection générale des affaires culturelles[15] ;
- des inspecteurs généraux et inspecteurs de l'administration du développement durable[16] ;
- du contrôle général économique et financier[17] ;
- des administrateurs des finances publiques[18] ;
- des administrateurs du Conseil économique, social et environnemental[19] ;
- de l'inspection générale des affaires sociales[20] ;
- de l'inspection générale de l'éducation, du sport et de la recherche[21].

Les membres des corps mentionnés ci-dessus peuvent, à compter du 1er janvier 2023, demander leur intégration dans le corps des administrateurs de l'État. Ce droit d'option leur est ouvert jusqu'au 31 décembre 2023. En l'absence de choix exprès dans le délai imparti, l'agent est maintenu dans son corps d'origine.

## Autres corps et cadres d'emplois d'administrateurs
En plus des administrateurs de l'État, il existe au sein de la Haute fonction publique française d'autres corps ou cadres d'emplois d'administrateurs :
- fonction publique d'État :
  - Corps autonomes
    - Administrateur de la direction générale de la sécurité extérieure[22],
    - Administrateur des services de l'Assemblée nationale,
    - Administrateur des services du Sénat,

  - Corps techniques
    - Administrateur de l'Insee,

  - Corps militaires
    - Administrateur des Affaires maritimes,
- fonction publique territoriale :
  - administrateur de la ville de Paris,
  - administrateur territorial.